# Marathon van Utrecht
De marathon van Utrecht (tegenwoordig: HiPRO Utrecht Marathon, naar de hoofdsponsor) is een hardloopevenement dat sinds 1978 in Utrecht wordt gehouden. De hoofdafstand is de marathon, 42,195 km. Hiernaast vinden er ook hardloopwedstrijden plaats over de halve marathon en recreatieve lopen over 10 km, 5 km en een jeugdloop over 1 km.

## Geschiedenis
De eerste editie van de marathon vond plaats op 27 mei 1978 vanuit de stad Utrecht richting Amersfoort. Cees Verhoef won de eerste editie in een tijd van 2:25.07. De start was op de atletiekbaan van Maarschalkerweerd en via de Berenkuil liep men langs de provinciale weg naar Amersfoort. In het Amersfoortse Leusderkwartier werd een lus gemaakt om via dezelfde route terug te lopen.
Tweede periode
In 1981 verhuisde de marathon van Utrecht - georganiseerd door Atletiekvereniging Hellas - naar de nieuwe atletiekbaan in Overvecht. Het parcours liep via Maarssen Dorp langs de oostoever van de Vecht richting Breukelen. In Breukelen werd gekeerd om via dezelfde route terug te lopen.
De marathon van Amersfoort -georganiseerd door Atletiekvereniging Altis- verhuisde naar Landgoed Den Treek. Tussen 1982 en 1988 werd gestart op de Holkerweg, en kon er tevens een halve marathon worden 
gelopen. Het parcours ging door de weilanden van Hoogland (waar nu de nieuwbouwwijken Nieuwland en Vathorst staan). Na tien edities liep het aantal deelnemers op de hele afstand dermate sterk terug -mede door de komst van de grote stadsmarathons- dat besloten werd de halve marathon tot ‘hoofdnummer’ te promoveren. Vanaf 1999 werd de hele marathon niet gehouden, waardoor alleen de halve marathon op het wedstrijdprogramma stond.
In 2000 ontstond uit de Paaspolderloop in Vleuten De Meern de Leidsche Rijn Marathon.  In 2001 werd het evenement geannuleerd wegens mond-en-klauwzeer.
De halve marathon van Utrecht en de Leidsche Rijn Marathon werden in 2006 weer samengevoegd tot één wedstrijd, waarbij er gestart werd vanuit Utrecht. Het evenement kreeg ook weer de naam Utrecht Marathon. Fortis was naamgever van 2005 tot en met 2007. In 2008 werd Fortis afgelost door Jaarbeurs Utrecht.
In 2012 ontstond er chaos doordat de organisatie veel deelnemers van de Jaarbeurs Utrecht Marathon de verkeerde kant op stuurde. Deelnemers aan de 10 kilometer bleken door deze fout uiteindelijk maar 8,8 kilometer afgelegd te hebben.
In augustus van 2012 werd bekendgemaakt, dat het evenement in 2013 om financiële redenen geen doorgang kon vinden.
Vanaf 2015 keerde de marathon terug in Utrecht als "Utrecht Science Park Marathon". De start en finish waren op het Utrecht Science Park. Het parcours bevatte 2 lussen en ging door het centrum van Utrecht, Bunnik en de natuur aan de oostkant van de stad. In 2016 is het parcours iets aangepast ten opzichte van 2015, waardoor de lopers nu onder de Dom van Utrecht door worden geleid. In 2015 was dit vanwege werkzaamheden voor de start van de Tour de France, later dat jaar, niet mogelijk.
In 2019 ontstond tijdens het evenement een chaotische situatie, doordat deelnemers een verkeerde kant werden opgestuurd. Dit was een herhaling van de situatie van 2012 toen de deelnemers van de 10 km massaal verkeerd geleid werden.

### Editie 2020
Op 12 maart 2020 werd bekendgemaakt dat de editie van 2020, die zou plaatsvinden op 19 april, werd uitgesteld wegens de wereldwijde dreiging van het coronavirus. Tegelijkertijd had de organisatie van de Marathon Rotterdam een soortgelijk besluit genomen.

## Statistieken

### Top 10 snelste finishtijden
| Rang | Naam                      | Land | Tijd    | Jaar | Plek |
| ---- | ------------------------- | ---- | ------- | ---- | ---- |
| 1    | William Kipchumba         | KEN  | 2:09.41 | 2009 | 1    |
| 2    | Larbi Es Sraidi           | FRA  | 2:10.08 | 2009 | 2    |
| 3    | Adam Khamis Ismaël        | BAH  | 2:10.41 | 2009 | 3    |
| 4    | Mariko Kiplagat Kipchumba | KEN  | 2:11.16 | 2007 | 1    |
| 5    | Sammy Chumba              | KEN  | 2:11.22 | 2007 | 2    |
| 6    | Raymond Bett              | KEN  | 2:11.32 | 2009 | 4    |
| 7    | Mark Tanui                | KEN  | 2:11.52 | 2009 | 5    |
| 8    | William Kipchumba         | KEN  | 2:12.01 | 2010 | 1    |
| 9    | Sammy Chumba              | KEN  | 2:12.07 | 2008 | 1    |
| 10   | Mariko Kiplagat Kipchumba | KEN  | 2:12.11 | 2010 | 2    |

(bijgewerkt t/m 2025)

### Winnaars
marathon
| Jaar          | Winnaar mannen            | Nationaliteit       | Tijd               | Winnaar vrouwen         | Nationaliteit      | Tijd               |
| ------------- | ------------------------- | ------------------- | ------------------ | ----------------------- | ------------------ | ------------------ |
| 19 mei 2024   | Thomas Cornthwaite        | Verenigd Koninkrijk | 2:33.11            | Wiebke Kleinwächter     | Duitsland          | 2:57.31            |
| 21 mei 2023   | Maikel Stolwijk           | Nederland           | 2:33.11            | Tine Zweers             | Nederland          | 3:12.46            |
| 2020-2022     | geen marathon             | geen marathon       | geen marathon      | geen marathon           | geen marathon      | geen marathon      |
| 12 mei 2019   | Johan Horst               | Nederland           | 2:50.44            | Duan Li                 | Nederland          | 3:26.25            |
| 18 maart 2018 | Mohammed Nurhussein       | Eritrea             | 2:18.34            | Maria Magdalena Veliscu | Roemenië           | 3:01.31            |
| 19 maart 2017 | Paul Zwama                | Nederland           | 2:34.04            | Maria Magdalena Veliscu | Roemenië           | 2:59.04            |
| 20 maart 2016 | Anton Costeris            | Nederland           | 2:41.24            | Mireille Baart          | Nederland          | 2:50.30            |
| 22 maart 2015 | Jay Sauer                 | Nederland           | 2:37.01            | Lydia Doornbos          | Nederland          | 3:16.44            |
| 2014          | geannuleerd               | geannuleerd         | geannuleerd        | geannuleerd             | geannuleerd        | geannuleerd        |
| 2013          | geannuleerd               | geannuleerd         | geannuleerd        | geannuleerd             | geannuleerd        | geannuleerd        |
| 9 april 2012  | Oleksandr Babarika        | Oekraïne            | 2:19.08            | Sharon Tavengwa         | Zimbabwe           | 2:35.26            |
| 25 april 2011 | Michel Butter             | Nederland           | 2:17.35            | Pauline Claessen        | Nederland          | 2:56.22            |
| 5 april 2010  | William Kipchumba         | Kenia               | 2:12.01            | Olena Bilosjtsjuk       | Oekraïne           | 2:39.43            |
| 13 april 2009 | William Kipchumba         | Kenia               | 2:09.41            | Lydia Kurgat            | Kenia              | 2:34.28            |
| 24 maart 2008 | Sammy Chumba              | Kenia               | 2:12.06            | Irene Cherop            | Kenia              | 2:41.42            |
| 9 april 2007  | Mariko Kiplagat Kipchumba | Kenia               | 2:11.16            | Joanna Gront            | Polen              | 2:47.11            |
| 17 april 2006 | Gino Van Geyte            | België              | 2:17.35            | Nadezhda Wijenberg      | Nederland          | 2:45.00            |
| 28 maart 2005 | Giorgio Calcaterra        | Italië              | 2:19.37            | Tatjana Perepjolkina    | Rusland            | 2:40.51            |
| 12 april 2004 | Ronny Ligneel             | België              | 2:18.28            | Tatjana Perepjolkina    | Rusland            | 2:43.15a           |
| 21 april 2003 | Luc Krotwaar              | Nederland           | 2:13.41            | Mounia Aboulahcen       | België             | 2:43.09            |
| 1 april 2002  | Ronny Ligneel             | België              | 2:16.40            | Jolanda de Klerk        | Nederland          | 3:09.35            |
| 2001          | geannuleerd               | geannuleerd         | geannuleerd        | geannuleerd             | geannuleerd        | geannuleerd        |
| 24 april 2000 | Andrej Romasjtsjenko      | Rusland             | 2:18.43            | Tatjana Perepjolkina    | Rusland            | 2:42.59a           |
| 16 april 1999 | geen hele marathon        | geen hele marathon  | geen hele marathon | geen hele marathon      | geen hele marathon | geen hele marathon |
| 17 mei 1998   | Rachid Mohammadi          | Nederland           | 2:28.17            | Lieve van Lint          | België             | 3:06.56            |
| 19 mei 1997   | Patrick Kooymans          | België              | 2:32.23            | Antoinette Molegraaf    | België             | 3:32.50            |
| 27 mei 1996   | Miroslaw Bugaj            | Polen               | 2:25.38            | Czeslawa Mentlewicz     | Polen              | 2:55.36            |
| 21 mei 1995   | Christopher Penny         | Verenigd Koninkrijk | 2:20.39            | Inge Guyt               | Nederland          | 3:03.28            |
| 15 mei 1994   | Viktor Charitonov         | Rusland             | 2:25.20            | Fiona Jaberg            | Nederland          | 3:09.41            |
| 9 mei 1993    | Philippe Steelandt        | België              | 2:23.11            | Christel Rogiers        | België             | 3:04.18            |
| 10 mei 1992   | Cor Saelmans              | België              | 2:18.53            | Anne van Schuppen       | Nederland          | 2:33.40            |
| 12 mei 1991   | Anthony Graham            | Verenigd Koninkrijk | 2:21.46            | Annie van Stiphout      | Nederland          | 2:44.55            |
| 29 april 1990 | Wim van Gemert            | Nederland           | 2:26.58            | Hennie Pot              | Nederland          | 3:03.00            |
| 23 april 1989 | Wim van Gemert            | Nederland           | 2:25.56            | Els Raap                | Nederland          | 3:03.32            |
| 24 april 1988 | Wim van Weerdt            | Nederland           | 2:26.00            | Marianne Knapen         | Nederland          | 2:54.11            |
| 26 april 1987 | Wim Liefers               | Nederland           | 2:29.45            | Anne Rindt              | Nederland          | 2:56.58            |
| 27 april 1986 | Jacques Fiers             | Nederland           | 2:25.19            | Joke Streefkerk         | Nederland          | 3:19.57            |
| 28 april 1985 | Goof Schep                | Nederland           | 2:30.14            | J Hendriks              | Nederland          | 3:10.28            |
| 29 april 1984 | Dick Bakker               | Nederland           | 2:25.32            | Hanna Helsloot          | Nederland          | 3:09.49            |
| 17 april 1983 | Rob Strik                 | Nederland           | 2:21.11            |                         |                    |                    |
| 3 april 1982  | Stephen Glenn Forster     | Verenigd Koninkrijk | 2:17.59            | Trijnie Smeenge         | Nederland          | 2:54.41            |
| 16 mei 1981   | Jan Honcoop               | Nederland           | 2:28.11            | Marian Hogerhoud        | Nederland          | 3:04.47            |
| 31 mei 1980   | Cor Vriend                | Nederland           | 2:20.35            | Lila Kalweit            | Duitsland          | 3:30.46            |
| 5 mei 1979    | Bertus de Haan            | Nederland           | 2:29.42            |                         |                    |                    |
| 27 mei 1978   | Cees Verhoef              | Nederland           | 2:25.07            |                         |                    |                    |

halve marathon
| Jaar          | Snelste man               | Land        | Tijd        | Snelste vrouw        | Land        | Tijd        |
| ------------- | ------------------------- | ----------- | ----------- | -------------------- | ----------- | ----------- |
| 18 maart 2018 | Koen Raymaekers           | Nederland   | 1:09.38     | Josefin Gerdevåg     | Zweden      | 1:20.12     |
| 19 maart 2017 | Koen Raymaekers           | Nederland   | 1:07.32     | Mireille Baart       | Nederland   | 1:20.12     |
| 20 maart 2016 | Zac Freudenburg           | Nederland   | 1:09.06     | Agnes Schipper       | Nederland   | 1:24.03     |
| 22 maart 2015 | Milco Driessen            | Nederland   | 1:10.58     | Patricia Schreurs    | Nederland   | 1:25.19     |
| 2014          | geannuleerd               | geannuleerd | geannuleerd | geannuleerd          | geannuleerd | geannuleerd |
| 2013          | geannuleerd               | geannuleerd | geannuleerd | geannuleerd          | geannuleerd | geannuleerd |
| 9 april 2012  | Jorit van Malsen          | Nederland   | 1:06.57     | Mariska Dute         | Nederland   | 1:21.15     |
| 25 april 2011 | Stijn Fincioen            | België      | 1:06.52     | Nadezhda Wijenberg   | Nederland   | 1:20.11     |
| 5 april 2010  | Stefan Van Den Broek      | België      | 1:05.17     | Naomi Jepkosgei      | Kenia       | 1:15.31     |
| 13 april 2009 | Hugo van den Broek        | Nederland   | 1:05.44     | Sarah Jeriwoi        | Kenia       | 1:17.14     |
| 24 maart 2008 | El Hassane Ben Lkhainouch | Frankrijk   | 1:04.08     | Flomena Chepchirchir | Kenia       | 1:15.56     |
| 9 april 2007  | Al Mustafa Riyadh         | Brazilië    | 1:02.59     | Flomena Chepchirchir | Kenia       | 1:10.44     |
| 17 april 2006 | Aart Stigter              | Nederland   | 1:09.47     | Kristijna Loonen     | Nederland   | 1:20.14     |
| 28 maart 2005 | Rik Ceulemans             | België      | 1:04.15     | Kristijna Loonen     | Nederland   | 1:14.53     |
| 12 april 2004 | Koen Raymaekers           | Nederland   | 1:03.06     | onbekend             | onbekend    | onbekend    |
| 21 april 2003 | Leley                     | Kenia       | 1:07.29     | Petra Kamínková      | Tsjechië    | 1:17.41     |
| 1 april 2002  | John Kyalo Kiyui          | Kenia       | 1:05.14     | Nadezhda Wijenberg   | Nederland   | 1:15.35     |
| 2001          | geannuleerd               | geannuleerd | geannuleerd | geannuleerd          | geannuleerd | geannuleerd |
| 24 april 2000 | onbekend                  | onbekend    | onbekend    | onbekend             | onbekend    | onbekend    |
| 16 april 1999 | onbekend                  | onbekend    | onbekend    | onbekend             | onbekend    | onbekend    |
| 29 april 1990 | Kim Reynierse             | Nederland   | 1:05.15     | Mieke Hombergen      | Nederland   | 1:19.40     |

1978 · 
1979 · 
1980 · 
1981 · 
1982 · 
1983 · 
1984 · 
1985 · 
1986 · 
1987 · 
1988 · 
1989 · 
1990 · 
1991 · 
1992 · 
1993 · 
1994 · 
1995 · 
1996 · 
1997 · 
1998 · 
1999 · 
2000 · 
2001 · 
2002 · 
2003 · 
2004 · 
2005 · 
2006 · 
2007 · 
2008 · 
2009 · 
2010 ·
2011 ·
2012
Actief:
Amsterdam ·
Burgh-Haamstede ·
Eindhoven ·
Enschede ·
Etten-Leur ·
Hilvarenbeek ·
Leiden ·
Oosterbierum ·
Rotterdam ·
Spijkenisse ·
Terneuzen ·
Terschelling ·
Utrecht ·
Zaltbommel

Niet meer actief:
Apeldoorn ·
Den Haag ·
Den Haag (strand) ·
Groningen Stad Marathon ·
Hoofddorp ·
Hoorn ·
Klazienaveen ·
Leeuwarden ·
Maassluis ·
Meerssen ·
Noordseschut ·
Scheveningen-Zandvoort ·
Schoorl ·
Amersfoort ·
Amsterdam ·
Breda ·
Den Haag ·
Den Helder ·
Dordrecht ·
Drunen ·
Eindhoven ·
Egmond aan Zee ·
Enschede ·
Etten-Leur ·
Haarlem ·
Haarlemmermeer ·
Hoorn ·
Leeuwarden ·
Leiden ·
Linschoten ·
Monster ·
Nijmegen ·
Pijnacker ·
Schoorl ·
Spijkenisse ·
Terschelling ·
Texel ·
Utrecht ·
Venlo ·
Zandvoort ·
Zwolle